# Marie Holzman
Pour les articles homonymes, voir Holzman.
Marie Holzman, née le 4 janvier 1952 à Paris, est une sinologue,, spécialiste de la Chine contemporaine et de la dissidence chinoise (en), enseignante de chinois à l'université, écrivain, journaliste et traductrice française,.

## Biographie

### Études
En octobre 1968, à l’âge de 17 ans, elle vit un an à Taïwan avec son père, un professeur américain de littérature chinoise classique, et sa mère, une assistante sociale. Elle passe son baccalauréat en 1969, en tant que candidate libre à Tokyo,. Entre 1972 et 1980, elle séjourne en Asie à Taïwan, au Japon et en Chine. Elle est étudiante à Pékin quand éclate le premier « printemps de Pékin » en 1978. Quand Wei Jingsheng est condamné à la prison en 1980, elle décide de quitter la Chine : « J'ai quitté ce pays après cette condamnation. Je ressentais un profond dégoût pour les élites de la société ». Alors enceinte, elle refuse que son enfant naisse dans ce pays. 
En Chine, la jeune fille avait découvert que « la langue entrait dans sa tête comme dans du beurre ». De retour en France, elle se lance  dans des études de chinois à l'université et doit, non sans effort, « mémoriser 3000 caractères plus des combinaisons de caractères ».

### Carrière enseignante
Après avoir obtenu un DEA, elle devient professeur de chinois, chargée de cours à l'université Paris VII puis responsable de la section Chine du DESS- NCI à Paris III de 1984 à 2002,.

### Engagement militant
Elle mène depuis lors un combat engagé pour les victimes de la répression en Chine,.
Présidente de l’association Solidarité Chine, créée en 1989 à la suite des manifestations de la place Tian'anmen, elle est membre du conseil d'administration de Human Rights in China, animatrice de l'Observatoire des Libertés en Asie Orientale, membre du Forum Asie-Démocratie et porte-parole du Collectif Pékin J.O. 2008. Pour Marie Holzman, « Il faut faire entendre la voix de ceux qui adoptent une démarche pro-démocratie, pacifique et rationnelle, pour que l’Occident comprenne que les Chinois ne sont pas tous fascinés par le business ou la falsification des œuvres d’art ».

### Production
Marie Holzman a publié des ouvrages documentés sur les personnalités marquantes du mouvement démocratique chinois dont Wei Jingsheng, Lin Xiling, Ding Zilin, Hu Ping et Liu Qing. Elle a, en particulier, préfacé Les Massacres de la Révolution culturelle, ouvrage collectif coordonné par Song Yongyi, et traduit le livre de Liao Yiwu, Dans l'empire des ténèbres.
Elle a donné des conférences sur la Chine contemporaine à la Banque de France, à l'INALCO, à l'Institut Prepasia, aux Missions étrangères de Paris.
Elle écrit régulièrement dans la revue Politique internationale. 
Elle a créé la collection les Moutons Noirs avec le soutien de Pierre Bergé et en collaboration avec Jean-François Bouthors et Galia Ackerman.

### Engagement en faveur des Tibétains
En 2008, elle devient la porte-parole du Collectif Jeux Olympiques 2008. Elle appelle les sportifs et hautes personnalités étrangères à boycotter la cérémonie d'ouverture tant que les dirigeants chinois ne changeront pas de position sur la répression et l'emprisonnement d'opposants tibétains[réf. souhaitée].
En 2009, elle participe à une table ronde lors d'un festival en hommage au Tibet organisé par le député maire Henri Plagnol à Saint-Maur-des-Fossés. 
Après que la revue Sciences Humaines eut publié, en novembre 2011, un entretien avec Élisabeth Martens, auteur d'une Histoire du bouddhisme tibétain, Marie Holzman écrivit à la revue pour contester la légitimité d'Elisabeth Martens : « Pour la réputation de votre magazine, je vous encourage vivement à interviewer quelqu'un d'autre ».[pertinence contestée]

## Distinctions
- En 1999, elle est lauréate du Prix littéraire de l'Asie pour Lin Xiling, l'indomptable (Éditions Bayard, 1998).
- Le 31 décembre 2008, elle est nommée chevalier de la Légion d'honneur[16]. Le 2 juin 2009, à la veille du 20e anniversaire du massacre de Tian'anmen, la décoration lui est remise par Pierre Bergé (alors en conflit avec Pékin à propos de la vente des deux bronzes de l'ancien Palais d'Été) au nom du président de la République Nicolas Sarkozy[17].

### Préfaces
- Liao Yiwu, Dieu est rouge, traduit par Hervé Denès, Collection Les moutons noirs, Bourin, 2015,  (ISBN 2366080670)
- Gyaltsen Drölkar, L'insoumise de Lhassa, douze ans dans les prisons chinoises au Tibet, Collection Les moutons noirs, Bourin, 2011,  (ISBN 978-2-84941-227-5)
- Cai Chongguo, J'étais à Tien An Men, Esprit Du Temps, 2009,  (ISBN 2847951636)
- Les Massacres de la Révolution culturelle, textes réunis par Song Yongyi, traduit par Marc Raimbourg, 2008, Buchet-Chastel,  (ISBN 2283022010)